# Oeste (Nepal)
A Região Oeste é uma região do Nepal. Tem uma população de 4 571 013 habitantes e uma área de 29 398 km². A sua capital é a cidade de Pokhara.

## Zonas
Esta região está dividida em três zonas:
- Dhaulagiri
- Gandaki
- Lumbini